# Noviny STV
Noviny STV – nieistniejący słowacki program informacyjny, który był emitowany codziennie o 19:30 na kanale STV1. Ostatnie wydanie tego programu wyemitowano 31 grudnia 2003 roku. Noviny STV zostały zastąpione przez Správy STV.

## Prowadzący
W ostatnim okresie program prowadzili 
- Andrea Stoklasová i Ľubomír Bajaník
- Jana Majeská i Vladimír Seman.

W przeszłości także:
- Katarína Mravcová
- Michal Dyttert.

## Reporterzy
- Aleksandra Gogogá
- Vladimira Pabisová
- Luba Oravová
- Eva Koprená
- Lucia Tomečková
- Zuzia Koštová
- Marek Zavinovič
- Petr Stano
- A. Cisarová